# Krbekné Liber Etelka
Krbek Arnoldné Liber Etelka, Liber Terézia Etelka (Pest, 1867. október 15. – Budapest, 1945. július 24.) magyar pedagógus, polgári iskolai igazgató, pedagógiai szakíró.

## Életútja
Liber Lajos szabó és Ráth Anna leányaként született, 1867. október 20-án keresztelték a pest-belvárosi római katolikus plébánián. A budapesti Zirzen intézetben tanult, fővárosi leányiskolai és tanítóképzői oklevelet szerzett. 1889-től a Csalogány utcai általános tanítóképzőben volt segédtanár. 1892-ben férjével együtt Brassóba került, ahol a Polgári Leányiskola tanára, majd az Állami Kereskedelmi Leányiskola igazgatónője lett. 1907-ben elindította a női kereskedelmi tanfolyamot saját elgondolása alapján. 1920-ban Budapestre költözött, ahol Leánykereskedelem Elleni Egyesület munkatársa volt. 1924-ben B-listára került és megözvegyült. Megszervezte és vezette a Brassó, Csík és Háromszék vármegyei polgári iskolai tanári kört. A korabeli Brassói Lapokban több, a nőnevelésről szóló cikke jelent meg. Iskolájában úttörő módon a lányok háziasszonnyá nevelésére fordított gondot, s megfelelő tankönyv hiányában maga adott ki egy háztartási útmutatónak szánt Cukrászat és egyszerűbb tészták (Brassó, 1920) c. kis kötetet. Bár 1926-ban Magyarországra költözött, könyve további nyolc kiadást ért meg és mintegy 50000 példányban került forgalomba. 1945-ben hunyt el Budapesten szívhűdés, szívizomelfajulás következtében.